# Rainer Matthias Holm-Hadulla
Rainer Matthias Holm-Hadulla (Peine, 22 settembre 1951) è uno psichiatra, psicoterapeuta e psicoanalista tedesco.

## Biografia
Conseguita la maturità nel 1970 a Wetzlar, compie gli studi di Medicina e Filosofia a Marburgo, Roma e Heidelberg. Dal 1976 al 1978 è medico assistente. Dal 1979 al 1986, durante la sua formazione medica specialistica in psichiatria, medicina psicosomatica e psicoterapia, lavora presso la clinica universitaria di Heidelberg come medico assistente, medico di reparto e direttore di reparto, e docente incaricato. Tra i suoi principali interessi di ricerca è lo studio della creatività. Dal 1986, in qualità di medico responsabile dirige il centro di consulenza psicosociale per studenti dell’Università di Heidelberg. Qui, nel 1996 consegue l'abilitazione all'insegnamento e nel 2002 viene nominato professore straordinario in psicoterapia medica presso l'Università di Heidelberg.
Rispettivamente nel 2009 e nel 2010 è nominato Fellow del Center for Advanced Studies Morphomata presso l'Università di Colonia  e del Center for Advanced Studies Marsilius-Kolleg presso l'Università di Heidelberg. Nel 2011 è nominato ricercatore aggiunto presso l'Università Diego Portales di Santiago de Chile. Nello stesso anno diviene professore ospite dalla Popakademie Mannheim, il conservatorio di musica leggera del Baden-Württemberg. Inoltre è stato professore invitato in diverse università dell'America Latina e della Cina. Dal 2015 è socio della sezione filosofia, psicoanalisi e psichiatria dell'Accademia argentina delle scienze.
Dal 2015 al 2024 ha diretto il progetto di aiuti per bambini rifugiati “Frühe Hilfen für Flüchtlingskinder” coinvolgendo numerosi studenti nell'assistenza di bambini presso il Centro di accoglienza di Patrick-Henry-Village. In seguito al pensionamento, avvenuto nel 2017, Holm-Hadulla continua a svolgere attività di ricerca ed insegnamento presso la clinica universitaria di Heidelberg, insegnando periodicamente anche a Santiago. Ha condotto diversi studi sull'impatto della pandemia COVID-19 con particolare riguardo agli effetti psicosociali i cui risultati sono apparsi su periodici internazionali peer-review.
Nello specifico, insieme ai suoi collaboratori ha mostrato come tra gli studenti universitari le restrizioni dovute alla pandemia abbiano determinato un notevole condizionamento del benessere psicosociale nonché un significativo aumento di disturbi, e in particolare di casi di depressione. Inoltre, il gruppo di ricerca ha dimostrato come a un anno dall'allentamento delle restrizioni fosse migliorato il benessere psicosociale e nella media fossero considerevolmente diminuiti i disturbi psichici. Contestualmente un buon senso di coerenza e un senso sviluppato di autoefficacia si sono dimostrati importanti fattori protettivi psicosociali.
Nel maggio 2023, il Professor Holm-Hadulla è nominato socio onorario straniero dell'Academia Chilena de Medicina. Nel 2025 riceve la nomina a “Doctor Honoris Causa en Derechos Humanos para la Paz” dell'Organizzazione delle Americhe per l'eccellenza educativa (ODAEE).

## Opere

### Autore
- The Creative Transformation of Despair, Hate and Violence. What we can learn from Madonna, Mick Jagger & Co. Springer Nature, Cham 2023, ISBN 978-3-031-27384-1.
- Psicoterapia integrativa. Un modello interdisciplinare attraverso tredici racconti di pratica psicoterapeutica. Prefazione di Cristina Riva Crugnola. Traduzione di Marta Bottini e Antonio Staude. Mimesis Edizioni, Milano 2022, ISBN 978-88-5758-092-0.
- Passione. Il cammino di Goethe verso la creatività. Una psicobiografia. Traduzione dal tedesco e cura di Antonio Staude, edizione rielaborata e accresciuta rispetto all'opera originale. Mimesis Edizioni, Milano 2016, ISBN 978-88-5753-234-9.
- The Recovered Voice. Tales of Practical Psychotherapy. Karnac Books, London/New York 2019, ISBN 978-03-6732-864-1.[17]
- Integrative Psychotherapie. Zwölf exemplarische Geschichten aus der Praxis.[18] Klett-Cotta, Stuttgart 2015, ISBN 978-3-608-89158-4
- Kreativität zwischen Schöpfung und Zerstörung. Konzepte aus Kulturwissenschaften, Psychologie, Neurobiologie und ihre praktischen Anwendungen. Vandenhoeck & Ruprecht, Göttingen 2011, ISBN 978-3-525-40433-1.[19]
- Kreativität. Konzept und Lebensstil. Vandenhoeck & Ruprecht, Göttingen 32010, ISBN 3-525-49073-9.[20]
- Leidenschaft: Goethes Weg zur Kreativität. Eine Psychobiographie. Vandenhoeck & Ruprecht, Göttingen 2009, ISBN 978-3-525-40409-6.[21]
- The Art of Counseling and Psychotherapy. Revised and expanded English edition. Karnac Books, London/New York 2004, ISBN 1-85575-946-2.[22]

### Curatore
- con Joachim Funke, Michael Wink: Intelligence - Theories and Applications. Springer Nature, London, Berlin, New York 2022, ISBN 978-3-031-04197-6
- Die vielen Gesichter der Depression. Winter, Heidelberg 2015, ISBN 978-3-825-36440-3.[23]
- Psychische Schwierigkeiten von Studierenden. Vandenhoeck & Ruprecht, Göttingen 2001, ISBN 3-525-45896-7 [24]
- Kreativität. Springer, Berlin 2000, ISBN 3-540-67757-7.[25]

### Pubblicazioni in riviste scientifiche (peer-review)
- Holm-Hadulla, R.M., Kösler, L.-M., Bauer, S., Möltner, A. (2024). The relationship between sense of coherence and self-efficacy with well-being and mental health – the situation of students at a typical German university during the COVID-19 pandemic and 1 year after the lifting of social restrictions. Frontiers in Psychology, 15:1200643. DOI: 10.3389/fpsyg.2024.1457992.
- Holm-Hadulla, R.M., Wendler, H., Baracsi, G., Storck, T., Möltner, A., Herpertz, S.C. (2023). Depression and social isolation during the COVID-19 pandemic in a student population. The effects of establishing and relaxing social restrictions. Frontiers in Psychiatry, 14:1200643. DOI: 10.3389/fpsyt.2023.1200643.
- Holm-Hadulla, R.M., Torinomi, C., Lindenberg, K., Möltner, A., Herpertz, S.C. (2022), Predictors of Students' Mental Health during the COVID-19 Pandemic: The Impact of Coping Strategies, Sense of Coherence, and Social Support. Int. Journal of Environmental Research and Public Health, 19(24):16423. DOI: 10.3390/ijerph192416423.
- Holm-Hadulla, R.M., Mayer C.-H., Wendler, H., Kremer, T.L., Kotera, Y., A., Herpertz, S.C. (2022). Fear, depression and well-being during COVID-19 in German and South African students. A cross-cultural comparison. Frontiers in Psychology, 13:920125. DOI: 10.3389/fpsyg.2022.920125.
- Holm-Hadulla, R.M., Klimov, H., Juche, T., Möltner, A., Herpertz, S.C.(2021). Well-Being and Mental Health of Students during the COVID-19 Pandemic. Psychopathology, 54(6):291-297. DOI: 10.1159/000519366.
- Holm-Hadulla, R.M. (2020). Creativity and positive psychology in psychotherapy. International Review of Psychiatry, 32:616-624.
- Holm-Hadulla, R.M. (2019). Sympathy for the devil — The creative transformation of the evil. Journal and Genius and Eminence, 5(1): 1-11.
- Holm-Hadulla, R.M., Koutsoukou-Argyraki, A. (2017). Bipolar disorder and/or creative bipolarity: Robert Schumann's exemplary psychopathology. Psychopathology, 50(6):379-388.
- Holm-Hadulla, R.M., Koutsoukou-Argyraki, A. (2016). Integrative psychotherapy of patients with schizophrenic spectrum disorders. Journal of Psychotherapy Integration, 26(4):425-436.
- Holm-Hadulla, R.M. (2016). Comment on ´The death drive …`. Int J Psychoanal 97:183-184.[26]
- Holm-Hadulla, R.M., Koutsoukou-Argyraki, A. (2015). Mental Health of Students in a Globalized World. Mental Health and Prevention, 3, 1-4.[27]
- Holm-Hadulla, R.M., Bertolino, A. (2014). Creativity, Alcohol and Drug Abuse: The Pop Icon Jim Morrison. Psychopathology, 47(3):167-173.[28]
- Holm-Hadulla, R.M. (2013). The Dialectic of Creativity: A Synthesis of Neurobiological, Psychological, Cultural and Practical Aspects of the Creative Process. Creativity Research Journal, 25(3), 293-299.[29]
- Holm-Hadulla, R.M. (2012). Goethe's Anxieties, Depressive Episodes and (Self-) Therapeutic Strategies: A Contribution to Method Integration in Psychotherapy.Psychopathology, 46:266-274.[30]
- Holm-Hadulla, R.M. & Hofmann, F. (2012). Counselling, psychotherapy and creativity. Asia Pacific Journal Of Counselling And Psychotherapy, 3, 130-136.[31]
- Holm-Hadulla, R.M., Hofmann, F., & Sperth, M. (2012). Psychotherapie und Kreativität. Familiendynamik, 37, 16-23.[32]
- Holm-Hadulla, R.M. (2011). Creatividad, Depresión y Psicoanálisis: el caso Goethe. Revista Argentina de Psicoanálisis, 58, 695-714.[33]
- Holm-Hadulla R.M., Sperth M., & Hofmann F. (2011). Integrative Counselling. Asian-Pacific Journal of Counselling and Psychotherapy,2, 3-24.[34]
- Holm-Hadulla, R.M., Roussel, M., & Hofmann, F. (2010). Depression and creativity — The case of the German poet, scientist and statesman J. W. v. Goethe. Journal Of Affective Disorders, 127(1-3), 43-49.[35]
- Holm-Hadulla, R.M. (2009). Goethes Studienkrise, Depression und seine Selbstbehandlungsstrategien. Psychotherapeut, 54, 370-376.[36]
- Holm-Hadulla, R.M., Hofmann, F., Sperth, M., & Funke, J. (2009). Psychische Beschwerden und Störungen von Studierenden. Psychotherapeut, 54, 346-356.[37]
- Holm-Hadulla, R.M., Hofmann, F., & Sperth, M. (2009). Integrative counseling: ABCDE-Modell zur psychologischen und psychotherapeutischen Beratung. Psychotherapeut, 54, 326-333.[38]
- Holm-Hadulla, R.M. (2005). Aesthetic and hermeneutic judgements in psychotherapy. Philosophy, Psychiatry, & Psychology, 12, 297-299.[39]
- Holm-Hadulla, R.M. (2003). Psychoanalysis as a creative shaping process. The International Journal Of Psychoanalysis, 84, 1203-1220.[40]